# Dekanat głowaczowski
Dekanat głowaczowski – jeden z 29 dekanatów w rzymskokatolickiej diecezji radomskiej. Składa się z następujących parafii:
- Głowaczów (pw. św. Wawrzyńca)
- Boże (pw. Matki Boskiej Częstochowskiej)
- Dobieszyn (św. Teresy od Dzieciątka Jezus)
- Grabów n. Pilicą (pw. Świętej Trójcy)
- Łękawica (Parafia Świętych Apostołów Piotra i Pawła w Łękawicy)
- Magnuszew (pw. św. Jana Chrzciciela),
- Mniszew (pw. św. Rocha),
- Rozniszew (Parafia Narodzenia Najświętszej Maryi Panny w Rozniszewie)